# جونيت إردن
جونيت إردن (بالتركية: Cüneyt Erden)‏ مواليد 5 سبتمبر 1977 في بورصة، هو لاعب كرة سلة تركي. بدأ مسيرته الاحترافية في سنة 1995. يبلغ طوله 6 قدم 1 بوصة (1.9 م). اعتزل اللعب في 2011.

## المسيرة الاحترافية
لعب مع نادي طوفاس الرياضي في الدوري التركي من سنة 1995 إلى 2000، ثم لعب مع تورك تيليكوم من سنة 2000 إلى 2002، ثم لعب مع داروشافاكا من سنة 2002 إلى 2005، ثم لعب مع أولكرسبور في موسم 2005–2006، ثم لعب مع أنادولو إفيس في موسم 2006–2007، ثم لعب مع غلطة سراي لكرة السلة في الدوري التركي من سنة 2007 إلى 2009، ثم لعب مع بشكتاش لكرة السلة في موسم 2010–2011.

## روابط خارجية
- جونيت إردن على موقع الاتحاد الدولي لكرة السلة (الإنجليزية)
- جونيت إردن على موقع الدوري الأوروبي لكرة السلة (الإنجليزية)
- جونيت إردن على موقع كرة السلة الأوروبية.كوم (الإنجليزية)
- جونيت إردن على موقع ريلجم (الإنجليزية)
- جونيت إردن على موقع بروبوليرز (الإنجليزية)
- جونيت إردن على موقع سبورتس رفرنس (الإنجليزية)